# クリス・ラルー
クリストファー・アダム・ラルー（Christopher Adam "Chris" Leroux, 1984年4月14日 - ）は、カナダ連邦ケベック州モントリオール出身の元プロ野球選手（投手）。
クリス・レルーと表記されることもある。2015年パンアメリカン競技大会では、クリストファー・レルーとも表記された。

## 経歴

### プロ入り前
2002年6月のMLBドラフト9巡目（全体254位）でタンパベイ・デビルレイズから捕手として指名されるも、契約には至らなかった。

### マーリンズ時代
2005年6月のMLBドラフト7巡目（全体216位）でフロリダ・マーリンズから指名され、7月13日に契約。ドラフト前にトミー・ジョン手術を受けていたため、この年の登板はなかった。
2006年4月にA級グリーンズボロ・グラスホッパーズでプロデビュー。3試合に登板し、0勝3敗、防御率6.10だった。7月にルーキー級ガルフ・コーストリーグ・マリーンズへ異動。4試合に登板し、防御率4.09だった。8月にA-級ジェームズタウン・ジャマーズへ昇格。4試合に登板し、0勝1敗、防御率7.94だった。
2007年はA級グリーンズボロで46試合に登板し、2勝3敗、防御率4.14だった。
2008年はA+級ジュピター・ハンマーヘッズで57試合に登板し、6勝7敗1セーブ、防御率3.65だった。オフの11月20日にマーリンズとメジャー契約を結び、40人枠入りを果たした。
2009年の開幕前の3月に開催された第2回ワールド・ベースボール・クラシック(WBC)のカナダ代表に選出された。同大会では、2試合の登板で合計1回2/3を無失点に抑えている。

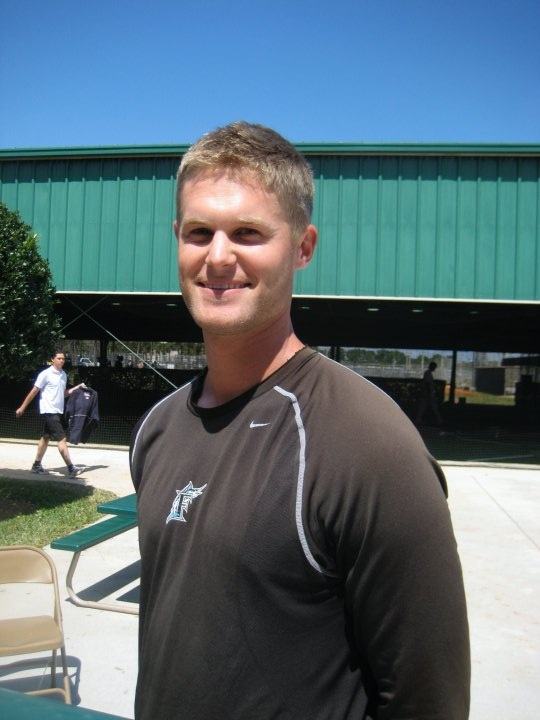
フロリダ・マーリンズ時代
(2009年)

シーズンでは3月16日にAA級ジャクソンビル・サンズへ異動し、AA級で開幕を迎えた。5月22日にメジャーへ昇格し、5月26日のフィラデルフィア・フィリーズ戦でメジャーデビューを果たした。5月27日にAA級ジャクソンビルへ降格した。6月24日にメジャーへ再昇格したが、7月5日に右肩の故障で15日間の故障者リスト入りした。7月27日に故障者リストから外れたが、再びAA級へ降格した。この年は5試合の登板に留まり、防御率は10.80だった。
2010年3月2日にマーリンズと1年契約に合意し、3月26日にAA級ジャクソンビルへ異動した。4月14日にメジャーへ昇格したが、5月19日に右肘の故障で15日間の故障者リスト入りした。6月17日に故障者リストから外れ、AAA級ニューオーリンズ・ゼファーズへ降格した。登録枠が拡張された9月3日にメジャーへ再昇格した。この年は17試合に登板し、防御率は6.75だった。

### パイレーツ時代
2010年9月13日にウェーバーでピッツバーグ・パイレーツへ移籍した。移籍後は6試合に登板し、0勝1敗、防御率7.00だった。
2011年3月3日にパイレーツと1年契約に合意し、3月30日にAAA級インディアナポリス・インディアンスへ異動。7月3日にメジャーへ昇格した。7月17日のヒューストン・アストロズ戦では同点の延長10回裏から登板し、1回を1安打無失点に抑え、直後の11回表にパイレーツが勝ち越したため、メジャー初勝利を挙げた。7月22日にAAA級へ降格。7月27日に再昇格したが、7月29日に左脹脛の故障で15日間の故障者リスト入りした。8月22日に復帰。この年は23試合に登板し、1勝1敗、防御率2.88だった。
2012年3月3日にパイレーツと1年契約に合意。開幕直後の4月4日に胸筋の故障で60日間の故障者リスト入りした。7月6日に故障者リストから外れたが、同日に40人枠からも外れ、AAA級インディアナポリスへ降格した。9月1日に再びパイレーツとメジャー契約を結んだ。この年は10試合に登板し、防御率5.56だった。
2013年1月17日に第3回WBC本戦のカナダ代表に選出され、2大会連続2度目の選出となった。

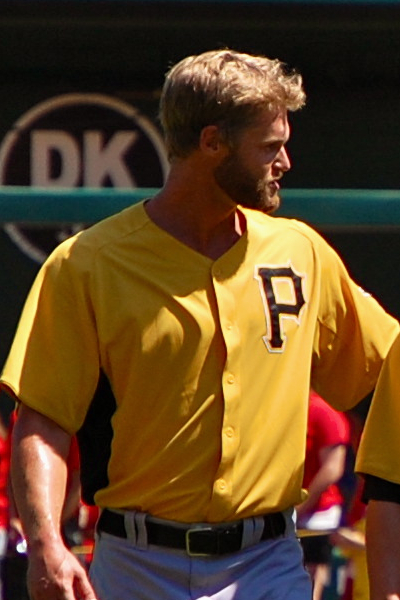
ピッツバーグ・パイレーツでの現役時代
(2011年8月27日)

シーズン開幕後の4月12日にDFAとなり、4月17日にFAとなった。

### ヤクルト時代
2013年5月1日に東京ヤクルトスワローズに1年契約での入団が発表された。
6月2日の対ロッテ戦（QVCマリン）で来日初登板・初先発。6回2/3を投げて3失点で勝敗は付かなかった。この試合では1試合3ボーク・1イニング2ボークのセ・リーグタイ記録を作った。6月25日の対DeNA戦（神宮）で4試合目の先発登板をするも、3回2失点でその後二軍に降格した。それから1か月半が経過した8月11日の対DeNA戦（秋田）で一軍復帰・先発登板するも3回8失点と結果を残せず、再び二軍に降格。それから右肩の違和感を訴えるなど万全状態にないため、以後一軍での登板はなくシーズンを終えた。結局、5試合に先発登板して防御率9.00で勝星無しという成績でオフの10月21日、自由契約公示された。

### ヤンキース時代
2014年1月29日にニューヨーク・ヤンキースとマイナー契約を結んだ。
AAA級スクラントン・ウィルクスバリ・レイルライダースで開幕を迎え、2試合に登板したが、0勝2敗、防御率12.79と結果を残していないまま、4月26日にヤンキースとメジャー契約を結んだ。昇格後は2試合に登板し、0勝1敗、防御率は22.50。5月3日にDFAとなり、5月5日にAAA級スクラントン・ウィルクスバリへ降格した。AAA級で4試合に登板し、7月23日に再びヤンキースとメジャー契約を結んだが、登板のないまま7月25日にDFAとなり、7月27日にAAA級スクラントン・ウィルクスバリへ降格。8月11日に再びヤンキースとメジャー契約を結んだが、登板のないまま8月13日にDFAとなり、8月16日にAAA級へ降格。そのままシーズンを終えた。結局ヤンキースでは2試合の登板にとどまり、AAA級では12試合の登板で、6勝4敗、防御率4.94だった。オフの10月3日にFAとなった。

### ブルワーズ傘下時代
2015年1月26日にミルウォーキー・ブルワーズとマイナー契約を結んだ。開幕後はAAA級コロラドスプリングス・スカイソックスで7試合に登板し、1勝3敗、防御率8.15だった。

### フィリーズ傘下時代
2015年5月18日に金銭トレードでフィラデルフィア・フィリーズへ移籍。
6月17日に2015年パンアメリカン競技大会の男子野球カナダ代表に選出された。同大会では大会最多の3勝を記録し、チームは2大会連続2度目の優勝を果たし、金メダルを獲得に貢献した。
同年はAAA級リーハイバレー・アイアンピッグスで22試合に登板し、3勝3敗、防御率2.82だった。
オフの10月20日に第1回WBSCプレミア12のカナダ代表に選出された。同大会では2試合に先発し、2勝0敗、防御率1.42だった。

### ブルージェイズ傘下時代
2016年4月3日にトロント・ブルージェイズへ金銭トレードで移籍した。4月12日に傘下AAA級バッファロー・バイソンズへ配属された。

### ブルージェイズ退団後
2017年2月8日に第4回WBCのカナダ代表に選出され、3大会連続3度目の選出を果たした。大会終了後に現役引退した。

### 引退後
2017年にザ・バチュラー・カナダに出演した。

## プレースタイル
スリークォーター気味のフォームから投げ込む、常時140km/h後半、最速157km/hのストレートを武器とする。

## 詳細情報

### 年度別投手成績
| 年 度    | 球 団    | 登 板 | 先 発 | 完 投 | 完 封 | 無 四 球 | 勝 利 | 敗 戦 | セ 丨 ブ | ホ 丨 ル ド | 勝 率 | 打 者 | 投 球 回 | 被 安 打 | 被 本 塁 打 | 与 四 球 | 敬 遠 | 与 死 球 | 奪 三 振 | 暴 投 | ボ 丨 ク | 失 点 | 自 責 点 | 防 御 率 | W H I P |
| -------- | -------- | ----- | ----- | ----- | ----- | -------- | ----- | ----- | -------- | ----------- | ----- | ----- | -------- | -------- | ----------- | -------- | ----- | -------- | -------- | ----- | -------- | ----- | -------- | -------- | ------- |
| 2009     | FLA      | 5     | 0     | 0     | 0     | 0        | 0     | 0     | 0        | 0           | ----  | 35    | 6.2      | 11       | 0           | 4        | 0     | 0        | 2        | 0     | 0        | 8     | 8        | 10.80    | 2.25    |
| 2010     | FLA      | 17    | 0     | 0     | 0     | 0        | 0     | 0     | 0        | 3           | ----  | 84    | 18.0     | 24       | 1           | 11       | 2     | 0        | 18       | 0     | 0        | 15    | 14       | 7.00     | 1.94    |
| 2010     | PIT      | 6     | 0     | 0     | 0     | 0        | 0     | 1     | 0        | 0           | .000  | 21    | 4.2      | 4        | 0           | 3        | 0     | 0        | 4        | 1     | 0        | 3     | 3        | 5.79     | 1.50    |
| '10計    | PIT      | 23    | 0     | 0     | 0     | 0        | 0     | 1     | 0        | 3           | .000  | 105   | 22.2     | 28       | 1           | 14       | 2     | 0        | 22       | 1     | 0        | 18    | 17       | 6.75     | 1.85    |
| 2011     | PIT      | 23    | 0     | 0     | 0     | 0        | 1     | 1     | 0        | 2           | .500  | 110   | 25.0     | 26       | 0           | 7        | 2     | 1        | 24       | 2     | 0        | 9     | 8        | 2.88     | 1.32    |
| 2012     | PIT      | 10    | 0     | 0     | 0     | 0        | 0     | 0     | 0        | 0           | ----  | 48    | 11.1     | 11       | 1           | 2        | 0     | 1        | 12       | 1     | 0        | 9     | 7        | 5.56     | 1.15    |
| 2013     | PIT      | 2     | 0     | 0     | 0     | 0        | 0     | 0     | 0        | 0           | ----  | 21    | 4.0      | 4        | 1           | 6        | 0     | 0        | 3        | 0     | 0        | 3     | 3        | 6.75     | 2.50    |
| 2013     | ヤクルト | 5     | 5     | 0     | 0     | 0        | 0     | 2     | 0        | 0           | .000  | 115   | 22.0     | 37       | 1           | 11       | 0     | 1        | 14       | 0     | 3        | 26    | 22       | 9.00     | 2.18    |
| 2014     | NYY      | 2     | 0     | 0     | 0     | 0        | 0     | 1     | 0        | 0           | .000  | 15    | 2.0      | 7        | 0           | 2        | 1     | 0        | 3        | 0     | 0        | 5     | 5        | 22.50    | 4.50    |
| MLB：6年 | MLB：6年 | 65    | 0     | 0     | 0     | 0        | 1     | 3     | 0        | 5           | .250  | 334   | 71.2     | 87       | 4           | 35       | 5     | 2        | 66       | 4     | 0        | 52    | 48       | 6.03     | 1.70    |
| NPB：1年 | NPB：1年 | 5     | 5     | 0     | 0     | 0        | 0     | 2     | 0        | 0           | .000  | 115   | 22.0     | 37       | 1           | 11       | 0     | 1        | 14       | 0     | 3        | 26    | 22       | 9.00     | 2.18    |

- 各年度の太字はリーグ最高

### 記録
MLB
- 初登板：2009年5月26日、対ピッツバーグ・パイレーツ戦（シチズンズ・バンク・パーク）、7回裏に2番手で救援登板、2回1失点。
- 初奪三振：2009年6月30日、対ワシントン・ナショナルズ戦（ランドシャーク・スタジアム）、6回表にクリスチャン・グーズマンから空振り三振。
- 初勝利：2011年7月17日、対ヒューストン・アストロズ戦（ミニッツメイド・パーク）、10回裏に6番手で救援登板、1回無失点。

NPB
- 初登板・初先発：2013年6月2日、対千葉ロッテマリーンズ3回戦（QVCマリンフィールド）、6回2/3を3失点で勝敗つかず。
- 初奪三振：同上、3回裏に井口資仁から空振り三振。
- 1試合3ボーク：同上、2回裏：2回・7回裏：1回 ※セ・リーグタイ記録。
- 1イニング2ボーク：同上、2回裏 ※セ・リーグタイ記録。

### 背番号
- 63 （2009年、2011年 - 2013年途中）
- 52 （2010年）
- 38 （2010年）
- 17 （2013年途中 - 同年終了）
- 64 （2014年 - 同年途中）

### 代表歴
- 2009 ワールド・ベースボール・クラシック・カナダ代表
- 2013 ワールド・ベースボール・クラシック・カナダ代表
- 2015年パンアメリカン競技大会男子野球カナダ代表
- 2015 WBSCプレミア12 カナダ代表
- 2017 ワールド・ベースボール・クラシック・カナダ代表
- 2019 WBSCプレミア12 カナダ代表